# Ліван на зимових Олімпійських іграх 2014
Ліван на зимових Олімпійських іграх 2014 року у Сочі був представлений 2 спортсменами в 1 виді спорту.